# نور النساء يلدريم
نور النساء يلدريم (بالتركية: Nurinisa Yıldırım)‏ ممثلة تركية (ولدت في تونجلي في الأول من اكتوبر من العام 1948) درست في المعهد العالي للفنون المسرحية في انقرة  شاركت في العديد من المسرحيات والمسلسلات والافلام السينمائية.